# Yoginder Sikand
Yoginder Sikand, né le 16 octobre 1967, est un sociologue universitaire indien.
Il a notamment travaillé sur l'islam et écrit en anglais et malayalam
Il travaille à New-Delhi au l'Université Hamdard (en) et au Centre for Jawaharlal Nehru Studies.